# Campionati del mondo di atletica leggera 2019 - Marcia 50 km femminile
La gara di marcia 50 km femminile ai campionati del mondo di atletica leggera 2019 si è svolta il a partire dalle 23:30 del 28 settembre a Doha, in Qatar. Si è trattata della seconda 50 km di marcia donne nella storia dei campionati del mondo di atletica leggera.

## Podio
| Pos.    | Atleta          | Nazionalità | Tempo     |
| ------- | --------------- | ----------- | --------- |
| Oro     | Liang Rui       | Cina        | 4h23'26"" |
| Argento | Li Maocuo       | Cina        | 4h26'40"  |
| Bronzo  | Eleonora Giorgi | Italia      | 4h29'13"  |

## Situazione pre-gara

### Record
Prima di questa competizione, il record del mondo (RM) e il record dei campionati (RC) erano i seguenti.
| Record                | Prestazione | Atleta                    | Data                               | Competizione              |
| --------------------- | ----------- | ------------------------- | ---------------------------------- | ------------------------- |
| Record mondiale       | 3h59'15"    | Liu Hong Cina             | 9 marzo 2019 Huangshan, Cina       |                           |
| Record dei campionati | 4h05'56"    | Inês Henriques Portogallo | 13 agosto 2017 Londra, Regno Unito | Campionati del mondo 2017 |

### La stagione
Prima di questa gara, le atlete con le migliori tre prestazioni dell'anno erano:
| Pos. | Atleta                     | Prestazione | Data                              |
| ---- | -------------------------- | ----------- | --------------------------------- |
| 1    | Klavdiya Afanasyeva Russia | 3h57'08"    | 15 giugno 2019 Cheboksary, Russia |
| 2    | Liu Hong Cina              | 3h59'15"    | 9 marzo 2019 Huangshan, Cina      |
| 3    | Li Maocuo Cina             | 4h03'51"    | 9 marzo 2019 Huangshan, Cina      |

## Classifica
La partenza della gara si è svolta in contemporanea con la prova maschile.
| Pos. | Atleta                  | Nazionalità | Tempo    | Note |
| ---- | ----------------------- | ----------- | -------- | ---- |
|      | Liang Rui               | Cina        | 4h23'26" |      |
|      | Li Maocuo               | Cina        | 4h26'40" |      |
|      | Eleonora Giorgi         | Italia      | 4h29'13" |      |
| 4    | Olena Sobchuk           | Ucraina     | 4h33'38" |      |
| 5    | Ma Faying               | Cina        | 4h34'56" |      |
| 6    | Khrystyna Yudkina       | Ucraina     | 4h36'00" |      |
| 7    | Magaly Bonilla          | Ecuador     | 4h37'03" |      |
| 8    | Júlia Takács            | Spagna      | 4h38'20" |      |
| 9    | Paola Pérez             | Ecuador     | 4h38'54" |      |
| 10   | Maria Juárez            | Spagna      | 4h39'28" |      |
| 11   | Masumi Fuchise          | Giappone    | 4h41'02" |      |
| 12   | Nastassia Yatsevich     | Bielorussia | 4h44'01" |      |
| 13   | Nadzeya Darazhuk        | Bielorussia | 4h47'20" |      |
| 14   | Angeliki Makri          | Grecia      | 4h54'09" |      |
| 15   | Mara Ribeiro            | Portogallo  | 4h58'44" |      |
| 16   | Elianay Pereira         | Brasile     | 5h11'26" |      |
| 17   | Katie Burnett           | Stati Uniti | 5h23'05" |      |
| -    | Mariavittoria Becchetti | Italia      | dnf      |      |
| -    | Nicole Colombi          | Italia      | dnf      |      |
| -    | Mária Czaková           | Slovacchia  | dnf      |      |
| -    | Inês Henriques          | Portogallo  | dnf      |      |
| -    | Valentyna Myronchuk     | Ucraina     | dnf      |      |
| -    | Ivana Renić             | Croazia     | dnf      |      |
| -    | Tiia Kuikka             | Finlandia   | dns      |      |